# Taseko Mountain
Taseko Mountain är ett berg i Kanada.   Det ligger i provinsen British Columbia, i den sydvästra delen av landet, 3 500 km väster om huvudstaden Ottawa. Toppen på Taseko Mountain är 3 063 meter över havet.
Terrängen runt Taseko Mountain är varierad. Taseko Mountain är den högsta punkten i trakten. Trakten runt Taseko Mountain är nära nog obefolkad, med mindre än två invånare per kvadratkilometer.. Det finns inga samhällen i närheten.
I omgivningarna runt Taseko Mountain växer i huvudsak barrskog.